# Veluwelaan
De Veluwelaan is een straat in Amsterdam-Zuid, Rivierenbuurt, Veluwebuurt beter bekend als de Landstrekenbuurt.

## Geschiedenis en ligging
De straat kreeg per raadsbesluit van 26 juli 1939 haar naam; ze werd vernoemd naar de Gelderse streek Veluwe. Meerdere straten en pleinen werden in de buurt vernoemd naar Nederlandse streken. In 1964 werd de straat opnieuw gedefinieerd in een verlenging zuidwaarts.
Ze begint aan de zuidelijke ventweg van de President Kennedylaan, loopt vervolgens zuidwaarts tot aan de Zuidelijke Wandelweg. Ze kruist daarbij de Baroniestraat (vernoemd naar Baronie) en de Betuwestraat (Betuwe). Ze ligt vanuit het centrum gezien in het verlengde van de Maasstraat. 
Kunst in de openbare ruimte is er niet te vinden. De straat is te nauw voor openbaar vervoer.

## Gebouwen
De herdefiniëring is nog deels terug te vinden in de toegepaste bouwstijlen. Tot aan de Betuwestraat staan Airey-woningen ontworpen door J.F. Berghoef en gebouwd in 1951/1952. Het wordt gezien als onderdeel van complex Amstelhof dat in 2014 tot gemeentelijk monument werd verklaard.
Ten zuiden van de Betuwestraat staan aan de even zijde twee complexen uit de jaren zestig, de Weteringkerk en het gebouw Veluwelaan 22. Aan de oneven zijde stond het Hospice Wallon van Piet Zanstra, dat een uitbreiding was van het weeshuisgedeelte van Maison Descartes aan de Vijzelgracht. Dat gebouw hield het amper veertig jaar vol; werd voor 2004 gesloopt en vervangen door het 21e eeuwse ouderencomplex Torendael naar een ontwerp van Aad Lambert. Een gebouw van vier torens waartussen glazen corridors. Dat laatste gebouw zorgt ervoor dat er een verschil ontstond in de hoeveelheid even en oneven huisnummers. De even zijde kent huisnummers van 2 tot en met 22; de oneven zijde van 3 tot en met 263.

### Veluwelaan 22
Het gebouw Veluwelaan 22 is een ontwerp van Piet Zanstra, Ab Gmelig Meyling en Peter de Clercq Zubli. Het werd rond 1971 neergezet en bestaat uit een plint met bedrijfsruimten met daarboven een woonlaag. In het gebouw zat sedert 1975 een afvaardiging van de Handelsvertegenwoordiging van de Russische Federatie, dat deel werd in 2023 gekraakt.

## Afbeeldingen

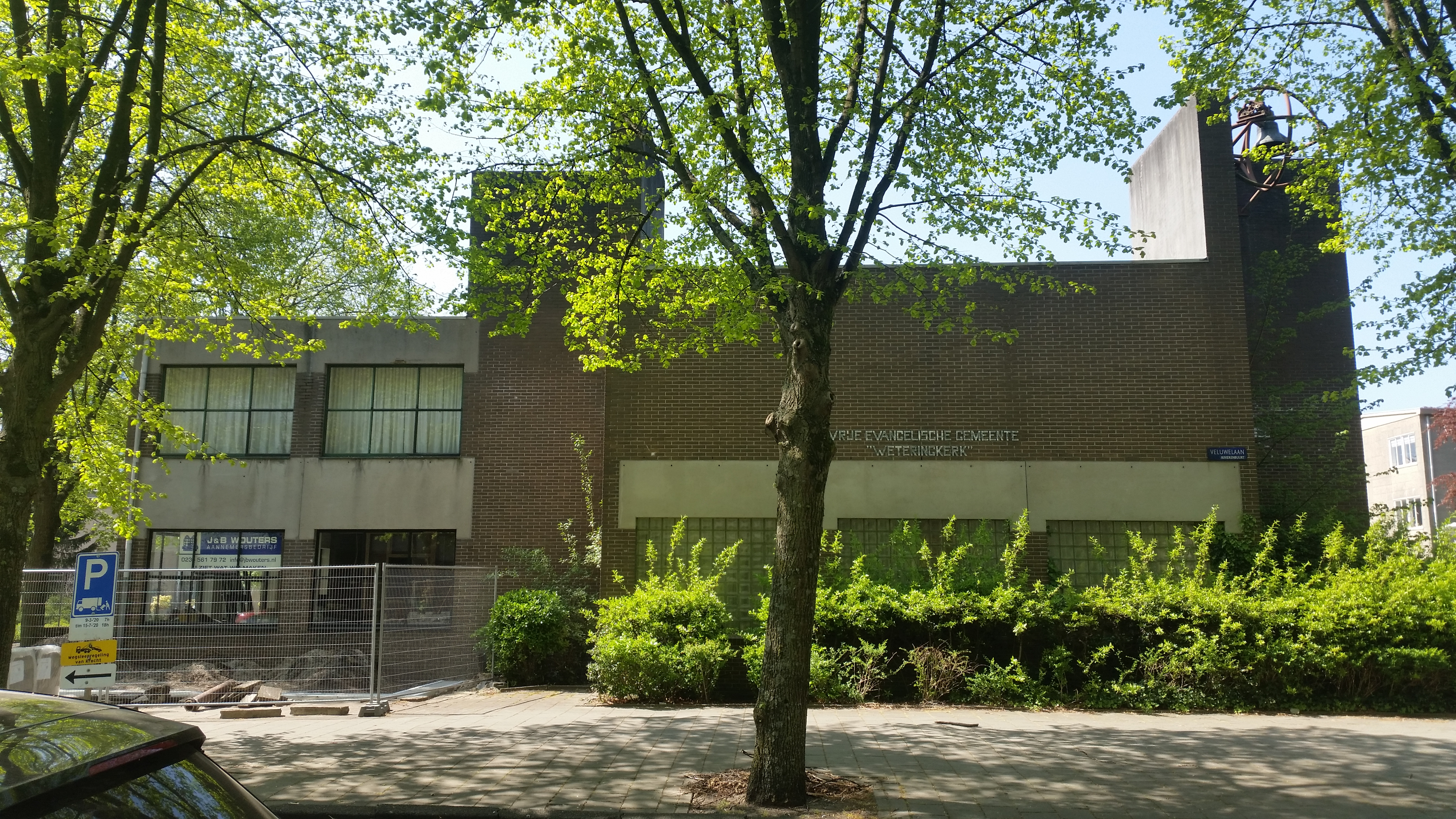
Weteringkerk in verbouw (april 2020)
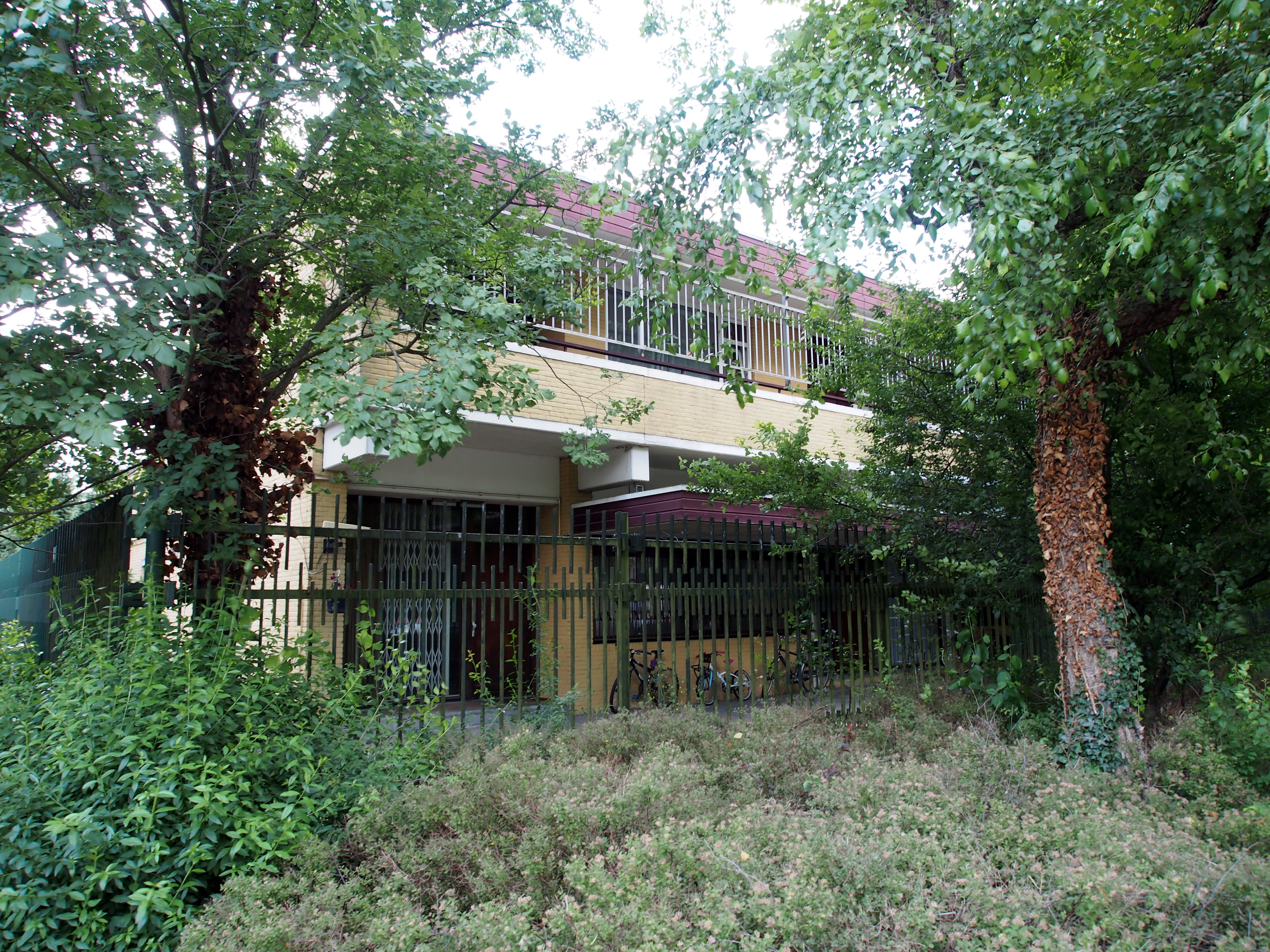
Veluwelaan 22 (juni 2018)

1. ↑  Russisch ‘spionagepand’ in Amsterdam-Zuid gekraakt, krakers kijken hun ogen uit. Het Parool (15 juli 2023). Geraadpleegd op 15 juli 2023.